# Cyclosa olivenca
Cyclosa olivenca Levi, 1999 è un ragno appartenente alla famiglia Araneidae.

## Etimologia
Il nome della specie è riferito al comune brasiliano São Paulo de Olivença, nel cui territorio sono stati rinvenuti gli esemplari

## Caratteristiche
L'olotipo femminile ha dimensioni: cefalotorace lungo 1,3mm, largo 1,05mm; opistosoma lungo 2,3mm.

## Distribuzione
La specie è stata reperita nel Brasile occidentale: nei dintorni di São Paulo de Olivença, comune appartenente allo stato di Amazonas.

## Tassonomia
Al 2013 non sono note sottospecie e dal 1999 non sono stati esaminati nuovi esemplari.